# Lopare Selo (Federacja Bośni i Hercegowiny)
Lopare Selo – wieś w Bośni i Hercegowinie, w Federacji Bośni i Hercegowiny, w kantonie tuzlańskim, w gminie Čelić. W 2013 roku pozostawała niezamieszkana.